# Европейский алфавит Войнича
Европейский алфавит Войнича (англ. European Voynich Alphabet), EVA — система транслитерации графем («букв»), составляющих текст рукописи Войнича, в латинские символы. Была создана Рене Цандбергеном и Габриелем Ландини в 1998 году.
В ЕВА каждый знак рукописи Войнича представлен похожей на него буквой латинского алфавита. Например, символу рукописи  сопоставлена латинская буква «p». Благодаря этому рукопись Войнича может быть переведена в форму, удобную для компьютерного статистического анализа (частотность отдельных букв, их взаимное расположение и т. д.). В качестве побочного эффекта EVA-транскрипция позволяет передавать строки рукописи Войнича по электронной почте и обсуждать их в Интернете.

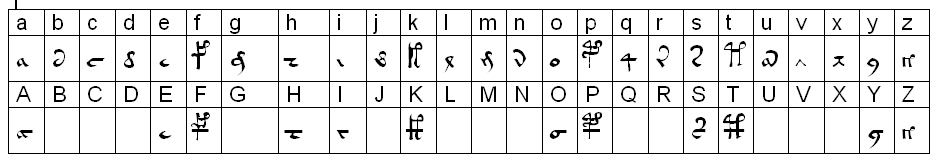
ЕВА (Европейский алфавит Войнича). Заглавные и строчные буквы обозначают различные версии считающихся одинаковыми букв шифра.

Одной из причин для выбора того, какой букве соответствует каждая из графем манускрипта Войнича, являлась возможность чтения и произношения текста. Большую часть текста, переведённого в ЕВА, можно произнести вслух, так как результатом перевода обычно является строка типа qocheedy daiin. Так как алфавит рукописи Войнича неизвестен, тот факт, что два различных символа ЕВА в действительности описывают различные графемы, часто критикуется — возможно, это только варианты одной графемы. ЕВА также подвергается критике из-за того, что он игнорирует малозаметные детали графем, которые могут быть важны для расшифровки текста. Ещё один мотив для критики — тот факт, что ради удобства чтения визуальная схожесть графем была потеряна. Это означает, что выбранные латинские буквы не всегда похожи на свои визуальные аналоги в манускрипте Войнича и, следовательно, их трудно запомнить.
Существуют также другие способы транслитерации рукописи Войнича, но ЕВА всё ещё остаётся самым распространённым. В переписке по электронной почте символы ЕВА обычно заключаются в угловые скобки: <qocheedy daiin>.